# Miass
Miass (em língua russa, Миа́сс) é uma cidade da Rússia, situada no Oblast de Tcheliabinsk, a 96 km de Tcheliabinsk, no sul dos Montes Urais, numa das margens do Rio Miass. A sua população estimada para 2003 era de 179 000 habitantes.

## Esporte
A cidade de Miass é a sede do Estádio Trud e do FC Torpedo Miass, que participa do Campeonato Russo de Futebol. 